# Boris Mirković
Boris Mirković (* 16. ledna 1966 Záhřeb, Jugoslávie) je chorvatský televizní moderátor a herec.

## Život
Od sedmi do devatenácti let byl členem Záhřebského divadla mládeže. Poté nastoupil na Fakultu potravinářské technologie a biotechnologie v Záhřebu, po třetím roce studia se stal členem činohry „August Cesarec“ Chorvatského národního divadla ve Varaždínu. Po návratu do Záhřebu zahájil kariéru v Záhřebském loutkovém divadle, kde účinkuje dodnes. Je jedním ze zakladatelů 1. motorkářského klubu herců v tomto regionu – „The Actors“.

## Filmografie

### Televize
- Zakon! – hlasatel (2009)
- Stipe u gostima – Zvonko (2009)
- Naša mala klinika – Đoni (2007)
- Zabranjena ljubav – moderátor (2006)
- Smogovci – Dado #2 (1989–1997)

### Film
- Papa mora umrijeti (1991)
- Gavrilo Princip - Smrt školarca (1990)
- Slike iz života jednog šalabahtera (1987)

### Moderace
- Kolo sreće (2015–2017)
- Mijau, Vau... (2010)
- Moj tata je bolji od tvog tate (2008)
- Žuta minuta (2006–2008)
- Big Brother (2004–2006)
- Srcolovka (2004–2005)
- Hugo (1996–2004)
- Modul 8 (1994–1998)
- Halo, tko igra? (1994–1995)

### Dabing
- Alvin i vjeverice 4: Velika Alvintura – Redfoo (2015)
- Asterix: Grad Bogova – lékař a mozaikář (2014)
- Tvrd orah, 2 – Rudi (2014, 2017)
- Rango (2011)
- Svemirska avantura – Mula (2010)
- Madagaskar, 2, 3 – Alex (2005, 2008, 2012)
- Action Man – Action Man (studio Mainframe Entertainment, epizoda 6, s Markom Torjancem) (2002)
- Mačak Viktor – Mačak Viktor
- Popaj i sin – Badžo Junior (Blitz Film & Video) (1996)